# Анан бінт Абдулла
Анан бінт Абдулла (араб. عنان بنت عبد الله, пом. 841) — видатна поетеса та кайна періоду Аббасидів, охарактеризована істориком Х століття Абу ль-Фарадж аль-Ісфахані як поетеса-рабиня, яка виконує найважливішу роль в арабській традиції. Згодом вона стала наложницею Гаруна ар-Рашида.

## Життєпис
Анан була муваладою (донькою арабського батька та матері-рабині) в родині Абд-Аллаха, мала двох сестер. Її описували як білявку. Вона виросла в регіоні Аль-Ямама в центрі Аравійського півострова, де її виховали як поетесу та співачку-рабиню. Її продали Абу Халідові ан-Натіфі, який привіз її до Багдада.
Там її незабаром високо оцінили в літературних колах за її поезію, розум і дотепність. Вона була відома своїми репліками, які часто набували сексуального або навіть вульгарного відтінку. Значна частина її збережених творів складається з відповідей на виклики поетів-чоловіків на змаганнях з асамблеї.
За оцінкою Фуада Метью Касвелла,
До її салону в домі аль-Натіфі приходили відомі поети та літератори того часу, зокрема Абу Нувас, Дібіль аль-Хузаді, Марван б. Абі Хафша, аль-Аббас б. аль-Анаф і наставник аль-Мамуна аль-Язіді аль-Хім'ярі.
Її господар Абу Халід ан-Натіфі дозволяв їй, як співочій рабині в своєму домі,  без ревнощів «з легкістю надавати послуги (гостям)». Фактично, він іноді змушував її робити це і принаймні один раз фізично насильство над нею батогом. З листування Анан бінт Абдалла випливає, що вона не відчувала любові до свого господаря, але була змушена служити йому сексуально. Відповідно, Анан дуже хотіла покинути дім свого господаря і зв’язалася з Джафаром ібн Яг’єю, сином Ях’ї ібн Халіда, який, як і його батько, був тимчасовим візиром халіфа Гаруна ар-Рашида. Завдяки своєму листуванню з Джа'фаром ібн Яг'я вона спочатку домоглася того, щоб її дві нужденні сестри, які також були рабинями, були представлені халіфу і зрештою продані йому. Тепер Анан також намагалася домовитися про власний продаж халіфу.
Чи дізнався Гарун аль-Рашид про неї через дії Джафара, незрозуміло поза сумнівом але точно відомо, що халіф дізнався про Анан і зробив пропозицію за неї її власнику, Абу Халідові аль-Натіфі. Він вимагав покупної ціни в сто тисяч динарів, і аль-Рашид в принципі погодився на це, якщо він зможе заплатити суму сріблом. Невдовзі після того, як халіф зробив пропозицію, у Багдаді були оприлюднені вірші відомого поета Абу Нуваса. АТой оголосив, надзвичайно грубою та вульгарною мовою, Анан «повією всього Багдада» і що «ніхто, хто не є сином повії чи сутенера, не її купить». За одним повідомленням, Абу Нувас написав вірші за вказівкою головної дружини Гаруна ар-Рашида, Зубайди бінт Джафар, яка хотіла відмовити свого чоловіка від покупки співачки-рабині. Хоча Анан все ж таки представили халіфові,  рішення було передбачуваним, оскільки монарх не міг завершити покупку, не завдавши значної шкоди власній репутації. За одним звітом, він відмовився від купівлі,  посилаючись на ціну, а також на її погану репутацію, а за іншими - лише на підставі ціни. Анан була спустошена відмовою і  у своїх віршах проклинала Абу Нуваса.
Після смерті ан-Натіфі ар-Рашид наказав виставити Анан на аукціон, нібито щоб сплатити борги її покійного господаря. Через агента ар-Рашид придбав її за 225 000 дирхемів (у той час 1 динар дорівнював 7 дирхемам). Як наложниця ар-Рашида, Анан народила йому двох синів, які померли молодими. 
За іншою версією історії поетеси, після смерті ан-Натіфі Анан отримала свободу. Це відбулося або через рішення в заповіті ан-Натіфі, або через можливе народження спільної дитини. Відповідно до принципу Умм аль-Валад, рабиня, яка народила дитину для свого господаря, більше не могла бути продана і після смерті свого власника отримувала свободу. У випадку народження дитини це повинно було відбутися до зустрічі Анан з халіфом.
Існують також суперечливі повідомлення про смерть Анан; знову в звітах Абу аль-Фардш аль-Ісфахані. За однією з версій, Анан вирушила до Хорасану з Гаруном ар-Рашидом, де він помер у 809 році, а сама вона померла незабаром. За іншою традицією, вона пішла до Єгипту і померла там 226 (840/841) року ісламського календаря.

## Творчість та пам'ять про поетесу
Анан була відома своїми репліками, схожими на рапіру, часто сексуальними або навіть вульгарними за тоном, і це стало важливим аспектом її слави та сумнівної репутації. Значна частина її збереженого доробку — це відповіді на виклики поетів-чоловіків у поетичних змаганнях. Значна частина її вцілілих віршів — це діалоги з відомим поетом Абу Нувасом.
Багдадський історик Ібн ас-Саї (1197–1276) описав Анан у своїй біографічній енциклопедії «Дружини халіфів» як «першу поетесу, яка прославилася в період Аббасидів» і як « найобдарованішу поетесу свого покоління». Ібн Фадлаллах аль-Умарі (1301–1349) згадує її у своїй історичній праці «Масалік аль-Абсар».

## Приклад творості
У виконанні Еріка Ормсбі одна з віртуозних, але непристойних перепалок між Анан та Абу Нувасом виглядає так:
Одного разу вона запитала його, чи добре він вміє декламувати вірші. Абу Нувас, певна річ, самовпевнено відповів, що він у цього майстер.
— Тоді спробуй продекламувати ось цей рядок, — запропонувала Анан:
Я їв сирійську гірчицю на пекарському блюді…
(akaltu ʽ l-khardalah sh-shā'mi fī ṣafḥati khabbāzī…)
Абу Нувасбив рядок на метричні фути і, сам того не підозрюючи, прочитав: 
Акалту ʽ л-хар … ті-тум ті-тум
що означає:
Я з'їв лайно… тум-ті-тум…
Придворні вибухнули сміхом. Не бажаючи здаватися, Абу Нувас вирішив помститися:
— А ти можеш продекламувати цей вірш? — запитав він, з удаваною серйозністю:
Тримайте подалі від нас свій храм, о сини дрововоза…!
(ḥawwilū ʽ annā kanīsatakum yā banī ḥammālati l-ḥaṭabi …)
Анан повторила рядок у ритмічному розмірі, але коли промовила останні склади, вийшло щось на кшталт: 
ḥawwilū ʽ an tum-ti tum-ti nākanī ….
що прозвучало так:
Тримайся подалі… тум-ті-тум… він трахнув мене…
Цього разу вся зала розсміялася вже з неї. Так вони по черзі підколювали один одного, змагаючись у дотепності.

## Видання та переклади
- Ibn al-Sāʽī, Consorts of the Caliphs: Women and the Court of Baghdad, ed. by Shawkat M. Toorawa, trans. by the Editors of the Library of Arabic Literature (New York: New York University Press, 2015), pp. 11–19 (видання та англійський переклад однієї середньовічної антології)
- Fuad Matthew Caswell, The Slave Girls of Baghdad: The 'Qiyān' in the Early Abbasid Era (London: I. B. Tauris, 2011), pp. 56–81 (широке цитування перекладених англійською мовою віршів)